# Ouazebas
Ouazebas (finales del siglo IV) fue un rey del Reino de Aksum. Es conocido principalmente por las monedas acuñadas durante su reinado.
Las monedas de Ouazebas fueron halladas bajo los restos de la estela más grande de la ciudad de Axum, lo que sugiere que esta estela pudo haber caído durante su gobierno. El historiador S. C. Munro-Hay propone que esta estela fue probablemente la última en ser erigida en Axum y sugiere que las prácticas funerarias cambiaron debido a la difusión del cristianismo en el reino, lo que introdujo nuevas concepciones sobre el entierro y los monumentos funerarios.
Ouazebas reintrodujo en sus monedas un lema que ya había sido utilizado en la época del rey Ezana: "TOYTOAPECHTHXWPA", que se traduce como "Que esto complazca a la gente". Según Munro-Hay, este lema representa "una característica notable y peculiar de la acuñación en Axum, que sugiere una verdadera preocupación y responsabilidad hacia los deseos y la satisfacción del pueblo".